# حامد سلطان
حامد سلطان (علامة استفهام - توفي عام 1992) هو عميد أساتذة القانون الدولي بالشرق الاوسط مصري. ويعد الدكتور حامد سلطان من أنبغ أساتذة القانون الدولي في المنطقة، وعلى يده تتلمذ العديد من الأساتذة في هذا المجال، من بينهم رئيس الوزراء المصري الأسبق الدكتور عاطف صدقي، ورئيس مجلس الشعب الأسبق الأسبق د. فتحي سرور.
وقد تولى العديد من المناصب من أبرزها رئاسة الجمعية المصرية للقانون الدولي، وعضوية محكمة القضاء الإداري للامم المتحدة، وكان المستشار القانون للرئيس المصري الأسبق جمال عبد الناصر خلال مفاوضات الجلاء عام 1953م وفي السودان عام 1954م كما اختير ممثلا لمصر في هيئة التحكيم بشأن طابا، وهو حاصل على جائزة الدولة التقديرية في العلوم الاجتماعية عام 1983.

## وفاته
توفي سنة 1992 عن عمر يناهز 80 عام.

## من مؤلفاته
- كتاب: أحكام القانون الدولي في الشريعة الإسلامية.[2]
- كتاب: القانون الدولى العام في وقت السلم.